# Johannes Lydos
Johannes Lydos (* 490 in Philadelphia; † vor 565) war ein spätantiker oströmischer Beamter und Schriftsteller.

## Werdegang
Flavius Laurentius (?) Iohannes, genannt „der Lyder“, stammte aus der Polis Philadelphia in Lydien und kam um 510, zur Zeit des Kaisers Anastasius, nach Konstantinopel, um dort in der zentralen Verwaltung Karriere zu machen. Die Sprache der oströmischen Administration war um diese Zeit noch immer Latein, und Johannes betont in seinen erhaltenen Werken – nur die auf Altgriechisch verfassten sind überliefert – immer wieder stolz seine Zweisprachigkeit. 
Seine Karriere wurde zunächst durch den praefectus praetorio Zoticus, einen Landsmann, gefördert. Unter Kaiser Justinian und dessen praefectus praetorio Johannes von Kappadokien geriet Johannes’ Karriere nach anfänglich raschem Aufstieg dann um 530 offenbar ins Stocken. Der Kappadokier wird folglich bei Lydos sehr negativ dargestellt. Nach dem Sturz des Präfekten 542 brachen für Lydos dann wieder bessere Zeiten an. 543 rühmte Justinian ihn in einem Schreiben an den neuen praefectus praetorio, das Johannes selbst überliefert, für seine Bildung, seine literarischen Werke und seine juristische Kompetenz und stellte eine Gehaltserhöhung in Aussicht. Wenig später übertrug ihm der Stadtpräfekt einen Rhetoriklehrstuhl für lateinische Sprache an der Universität von Konstantinopel. 552 trat Lydos dann in den Ruhestand und starb wohl um 560.

## Schriftstellerisches Werk
Johannes Lydos verfasste nach eigenem Bekunden eine ganze Reihe von literarischen Werken, darunter eine heute vollständig verlorene Beschreibung der Perserkriege des Kaisers Justinian, die wohl die offizielle Sicht der Dinge wiedergab, sowie einige lateinische Festreden, die ebenfalls nicht auf uns gekommen sind. Erhalten sind nur drei auf Griechisch verfasste Werke: „Über die Monate“ (De mensibus), „Über Himmelserscheinungen“ (De ostentis) und „Über die Ämter des römischen Staates“ (kurz: De magistratibus). Vor allem das letztere, das nach Johannes’ Ausscheiden aus dem Staatsdienst entstand, bietet zahlreiche wertvolle Informationen über die kaiserliche Verwaltung in der ausgehenden Spätantike. Lydos schildert die Veränderungen, die während seiner Dienstzeit eingeführt wurden und die teilweise bereits auf die mittelbyzantinische Zeit vorauswiesen – so wurde unter Justinian neben Latein auch Griechisch als Amtssprache zugelassen –, mit Skepsis und Ablehnung. Unter anderem verweist er auf eine Prophezeiung, der zufolge die Römer das Glück verlassen werde, falls sie die Sprache ihrer Väter verlernen sollten.

## Ausgaben und Übersetzungen
- Michel Dubuisson und Jacques Schamp (Hrsg.): Jean le Lydien: Des magistratures de l'état romain, Les Belles Lettres, Paris 2006 (kritische Ausgabe des griechischen Textes mit ausführlicher Einleitung, französischer Übersetzung und Kommentar)
  - Band 1 Teil 1: Introduction générale. ISBN 2-251-00533-1
  - Band 1 Teil 2: Introduction générale. Livre I. ISBN 2-251-00533-1
  - Band 2: Livres II et III. ISBN 2-251-00535-8.
- Thomas Francis Carney (Übers.): John the Lydian, De Magistratibus. On the Magistracies of the Roman Constitution. Coronado Press 1971.
- Anastasius C. Bandy (Hrsg.): Ioannes Lydus on powers, or: The magistracies of the Roman state. introduction, critical text, translation, commentary, and indices. Philadelphia 1983.